# Hymenophyllum pantotactum
Hymenophyllum pantotactum är en hinnbräkenväxtart som beskrevs av Cornelis Rugier Willem Karel van Alderwerelt van Rosenburgh. Hymenophyllum pantotactum ingår i släktet Hymenophyllum och familjen Hymenophyllaceae. Inga underarter finns listade.